# Luftangriff auf Sapaca
Der Luftangriff auf Sapaca in der Türkei erfolgte durch Kampfflugzeuge der Türkischen Luftstreitkräfte am 26. März 1994.

## Hintergrund
Im Zusammenhang mit Recherchen im Rahmen der Verurteilung der Türkei durch den EGMR wegen des Luftangriffs auf Koçağılı und Kuşkonar wurde 2013 öffentlich bekannt, dass weitere Angriffe dieser Art stattgefunden hatten. Der Weiler Sapaca (Kurdisch: Şiris) lag nordwestlich von Uludere in der türkischen Provinz Şırnak und gehörte verwaltungstechnisch zum Köy Yeşilyuva. Der Ort wurde am 22. Mai 1990 von den türkischen Sicherheitskräften geräumt. In einer parlamentarischen Anfrage von Kamer Genç aus dem Jahr heißt es, dass dort damals 60 Familien (ca. 600 Menschen) lebten. Die Dorfbevölkerung kam 1990 in Uludere unter und kehrte allerdings nach dem nächsten Winter am 5. Mai 1991 wieder in ihre Heimat zurück.

## Ablauf des Luftangriffs
Laut dem Bericht eines Dorfbewohners in der Tageszeitung Radikal griffen in der Nacht vom 26. März 1994 vier Kampfflugzeuge Sapaca an. Dabei wurden drei Personen getötet. Es handelte sich um Meryem Şen (55), Salih Şen (65) und ein Neugeborenes. Ferner wurden demnach mehr als 30 Menschen verletzt. Ein anderer Bericht beziffert die Zahl der Verletzten auf 17. Die Bewohner wurden anschließend vom Militär daran gehindert, ihre Verwundeten mit Mauleseln nach Uludere zu transportieren. Ferner übte das Militär Druck aus, dass die Dorfbewohner der Arbeiterpartei Kurdistans die Schuld zuschieben sollten. Nach einem Bericht von Human Rights Watch (HRW) wurde im staatlichen Krankenhaus von Şırnak die medizinische Behandlung der Verletzten verweigert. HRW stützte sich bei ihrer Untersuchung auf Aussagen eines Bewohners aus dem benachbarten Akduman. Demnach wurden 50 Häuser zerstört und setzte die Armee Splitterbomben ein. Die Toten wurden in Akduman bestattet. Des Weiteren wurde die siebzigjährige Leyla Şen befragt, die beim Angriff ebenfalls verwundet worden war. Eine andere Dorfbewohnerin berichtete, dass Armeeangehörige wenige Stunden vor dem Angriff Druck auf die männlichen Bewohner ausgeübt hätten, sich den Dorfschützern anzuschließen, was die Männer abgelehnt hätten. Die Überlebenden seien in den Nordirak geflohen.